# Торжу, Анна Намбыраловна
Торжу Анна Намбыраловна (8 марта 1911, м. Аргалыг, с. Хендерге, Улуг-Хемский кожуун, Урянхайский край – 11 января 2006, Кызыл, Республика Тыва) – одна из первых дипломированных медиков Тувы, первая тувинская акушерка, Отличник здравоохранения СССР, кавалер ордена Трудового Красного знамени, ордена Труда ТНР (Тувинской Народной Республики).
Ее имя занесено в государственную книгу «Заслуженные люди Тувы XX века», в 1994 году ей присвоено звание «Почетный гражданин г. Кызыла»

## Биография
Анна (Таки-Сүрүн) Намбыраловна Торжу родилась 8 марта 1911 года в с. Хендерге (ныне Ак-Тал) в местечке Аргалык Улуг-Хемского кожууна.
Её отец – Кыргыс Намбырал погиб в Монголии при переходе реки Улангом во время Кобдинской битвы против китайского гнета. Ей пришлось рано повзрослеть, чтобы заботиться о своих младших братьев и сестер. Она доила коров и пасла скот. В 1923 году начала работать на почте, развозила газеты из Хендерге в Чааты и обратно. Всегда с интересом заглядывала на буквы на монгольском языке. Немного позже она вместе с другой молодежью из разных сёл, Таки-Сурун прошла обучение на курсах Ликбеза в селе Чааты-Аксы, уже в столице Тувинской Народной Республики – в Хем-Белдири.

### Учёба в Москве
В 1931 году она была отобрана для учёбы в Московском государственном медицинском техникуме.

В 1933 году в Коммунистическом Университете Трудящихся Востока (КУТВ) состоялась встреча студентов с писателем Максимом Горьким. Об этой встрече Таки-Сурун Намбыраловна вспоминала так:
«Когда заиграла музыка, все, подхватив стулья, встали и разошлись по сторонам, освобождая центр зала. Я встала среди девушек. Когда Максим Горький направился прямо в нашу сторону, я спряталась за спинами подруг. М. Горький оказался высоким, худым человеком, с длинными черными усами, слегка сутулый, с затрудненным дыханием. Когда подошел к нам, спросил: «Вы откуда, девушки?».
Все стали отвечать, кто, откуда приехал. Я ответила, что приехала из Тувинской Народной Республики. М. Горький посмотрел на меня и сказал: «Да, я знаю эту страну, можно вас пригласить на танец?». Во время танца он задавал вопросы: «Когда поедете домой? Какая специальность у Вас?». Я, как могла, отвечала. Затем писатель со словами: «Вы хорошо танцуете, спасибо», – отвел меня на место, попрощался со всеми и ушел. Максим Горький оказался очень простым и интеллигентным человеком».

А великий писатель в своём дневнике оставил о стройной студентке запись: 
«Танцевал с тувинской девушкой. Она высока, стройна, ноги у неё, как электрические столбы. Думаю, что она на этих ногах ещё черт знает сколько лет простоит».
В тот же вечер Таки-Сюрюн также познакомилась с тувинским писателем Степаном Сарыг-оолом.
В 1934 году она вместе с другими студентами разных вузов Москвы участвовали в строительстве станции метро «Арбат». Их обязанностью было вывозить грунт из шахты. Однажды один из монгольских студентов отступился и сломал ногу, после этого иностранных студентов отстранили от работ.
Также 1934 году она определилась со специализацией, она решила стать акушером.
В июне 1935 года Таки-Сурун Намбыраловна вместе с 3 девушками из Тувы успешно сдали выпускные экзамены и получили дипломы.

## Первый акушер Тувы
По приезде в Туву она была направлена в Кызылскую больницу им. С.К-Х. Тока. В то же время Таки-Сурун и Монгуш Торжу поженились, через год у них родится первенец – дочка, которая тяжело заболела и вскоре умерла. Позднее родилась вторая дочь – Тая.
После приезда из Москвы ей сразу выделили комнату в доме на берегу Енисея, это было одноэтажное здание, с печкой. Она разделила комнату на две части: в одной половине вела амбулаторный прием, а во второй принимала роды. Тогда у нее было пять коек для рожениц. Много ездила по близлежащим районам, на стоянки, и зимой, и летом обслуживала рожениц. В те времена тувинские женщины рожали в юртах, а рядом сидели ламы и читали сутры. Часто подобные роды затягивались и тогда вызывали врача.
Когда министром здравоохранения назначили Сергея Агбаановича Серекея, он определил помещение для рожениц – дом на углу улиц Щетинкина и Гагарина. В нем было три комнаты, в одной из них Анна Торжу открыла стационар на 12 коек. Работала она и в женской консультации – одноэтажный дом на месте, где сейчас расположена бизнес-центр «Кызыл». А когда был построен первый родильный дом, она перешла туда. Она стала доктором, к которому стремились попасть многие тувинские роженицы.

## Семья
В КУТВе в те же годы, когда она училась в Москве, учился её будущий муж, Монгуш Торжу. Молодые люди познакомились и стали встречаться уже в Москве.
Интересно, что когда в 1944 году Тува вошла в состав СССР и стала Тувинской Автономной Республикой, при выдаче паспортов всех обязывали принять русские имена. Поэтому тувинские имена стали фамилиями: Кыргыс Таки-Сурун, дочь Намбырала стала Торжу Анной Намбраловной, а её супруг, много лет отдавший развитию народного хозяйства республики Монгуш Торжу, сын Ыймандаа стал Торжу Иваном Ивандаевичем. Эта семья тружеников отдала душу и сердце строительству новой Тувы.
Несмотря на постоянную занятость, Анна Намбыраловна с супругом вырастили и воспитали шестерых детей, только трое из них были родными, а остальные приемными. Они вырастили их на собственном примере трудолюбия, доброты и заботы о других. Самый старший сын Калзан окончил Московскую сельскохозяйственную академию, старшая дочь Таисия окончила Кызылский государственный педагогический институт, Ая получила диплом Красноярского медицинского института. Самая младшая – Галина окончила Новосибирский электротехнический институт, она первый инженер связи Тувы с высшим образованием.

## Клеймо "контра"
Родственники Таки-Сурун попали под клеймо "контра", под подозрение попала и сама Таки-Сюрюн. Монгуша Торжу уволили с работы, документы супругов об окончании московских вузов были отобраны и сожжены. В конце концов, их семью даже лишили жилья, несмотря на то, что у них был малолетний ребенок. В газете «Хостуг арат» от 29 декабря 1939 г. за № 88 (241) вышла компрометирующая статья о семье Таки-Сурун, после чего ей запретили выходить на улицу без разрешения, но с работы не уволили из-за малочисленности квалифицированных кадров. Теперь ей нужно было отчитываться за каждый свой шаг. Однажды она не успела вернуться вовремя из с. Черби, где принимала тяжелые роды, тогда её посадили под замок. Муж не работал, жить было негде. Еле-еле нашли помещение для жилья – бывший курятник. 16 июля 1939 года родилась третья дочь – Ая. Условия жизни для маленького ребенка были абсолютно не подходящими, поэтому на седьмой день после появления на свет Ая тяжело заболела воспалением легких, около девяти месяцев она пролежала в больнице.
В мае 1941 года муж Таки-Сурун Торжу был назначен председателем районной потребительской кооперации, семья переехала в с. Бай-Хаак Тандынского кожууна. Но на этом испытания для молодой семьи не закончились: маленькая Ая по недосмотру няни упала и получила травму, а мужа посадили по обвинению «за вредительство». Таки-Сурун, беременная, с двумя маленькими детьми на руках, продолжала работать.
Когда началась Великая Отечественная война, Торжу Т-С.Н. работала в составе медкомиссии, которая занималась обследованием призванных юношей на фронт.
Муж в октябре 1942 года (при помощи Соян Минчимы Донгур-ооловны) был освобожден. 24 декабря в Бай-Хааке у них родилась дочь Галя. Тем временем Торжу И.И. назначают директором кожзавода, и в январе 1943 года семья переезжает в Кызыл. В военное время предприятие работало безостановочно: шили полушубки для фронта, хромовые сапоги, валенки, спальные мешки, варежки. В то время работа кожевенно-пимокатного завода был похож на беспрерывно двигающийся конвейер, т.к., почти вся продукция предприятия отправлялась на фронт.

## Награды и звания
За свою трудовую деятельность Анна Намбыраловна Торжу награждена:
- Орденом «Труда» ТНР,
- Медалью «За доблестный труд в Великой Отечественной войне»,
- Нагрудным знаком «Отличник здравоохранения»,
- Орденом Трудового Красного знамени.
- Нагрудным знаком «Заслуженный работник здравоохранения Республики Тыва»

Её имя занесено в государственную книгу «Заслуженные люди Тувы XX века», в 1994 году ей присвоено звание «Почетный гражданин г. Кызыла».
Обладатель многочисленных грамот и благодарностей. Имя первого профессионального фельдшера Анны (Таки-Сурун) Намбыраловны Торжу, жизнь которой прошла ради жизни сотен младенцев, которым она помогла появиться на этот свет, навеки вписано в историю Тувы.